# Conservatorism de stânga
Conservatorismul de stânga, cunoscut și sub numele de socialism conservator, conservatorism socialist sau stânga conservatoare, este o mișcare politică de stânga ce combină socialismul economic și justiția socială cu social-conservatorismul și, eventual, cu naționalism de stânga și un atașament față de valorile religioase. 

## Doctrină
Conservatorismul socialist susține politici economice de stânga, dar se opune politicilor sociale adoptate de stânga occidentală în anii 1960, cum ar fi drepturile LGBT, progresismul social, feminismul sau accesul la avort. Chiar dacă nu se opun tuturor formelor de emancipare, conservatorii socialiști sunt reticenți vizavi de agendele culturale neo-progresiste, concentrându-se mai mult pe problemele economice ale clasei muncitoare. Socialiștii conservatori tind să fie mai naționaliști decât alte tipuri de socialiști, care aderă la internaționalism. 

## Istorie
În anii 1950-1960, când țările arabe își dobândeau independența, o parte din liderii arabi socialiști (cum ar fi Gamal Abdel Nasser, Muammar al-Gaddafi, FLN-ul algerian) au apelat la politici social-conservatoare pentru a câștiga popularitate în rândul populației majoritare islamice, profund religioase. O atitudine similară a fost adoptată și de regimul socialist baas din Irak, condus de Saddam Hussein: dacă până în anii 1990, acesta a promovat intens feminismul și alte politici social-progresiste, după războiul din Golf acesta a devenit mult mai naționalist și social-conservator, pentru a câștiga popularitate în rândul populației religioase.
În Europa de Est, majoritatea partidelor social-democrate sunt social-conservatoare. Acest fapt se datorează faptului că majoritatea partidelor social-democrate au fost create de foști activiști ai regimurilor comuniste de dinainte de 1989, care s-au bazat pe teama de schimbare a fostului proletariat industrial, cultivând și o nostalgie față de fostele regimuri comuniste și o dorință de a trece mai lent de la economia socialistă centralizată la economia capitalistă de piață. Partidele social-democrate din Europa de Est tind să fie mult mai conservatoare decât cele din lumea occidentală. Un exemplu în acest sens este Partidul Social Democrat din România (PSD). Atât PSD, cât și predecesorii acestuia (PDSR, FDSN), au făcut apel la politici naționaliste și social-conservatoare, adresându-se electoratului căruia îi era teamă de schimbări majore ale societății post-comuniste. PSD-ul a apărut în 1992, sub numele de FDSN, în urma plecării aripii de stânga conservatoare FSN, condusă de Ion Iliescu și Adrian Năstase.

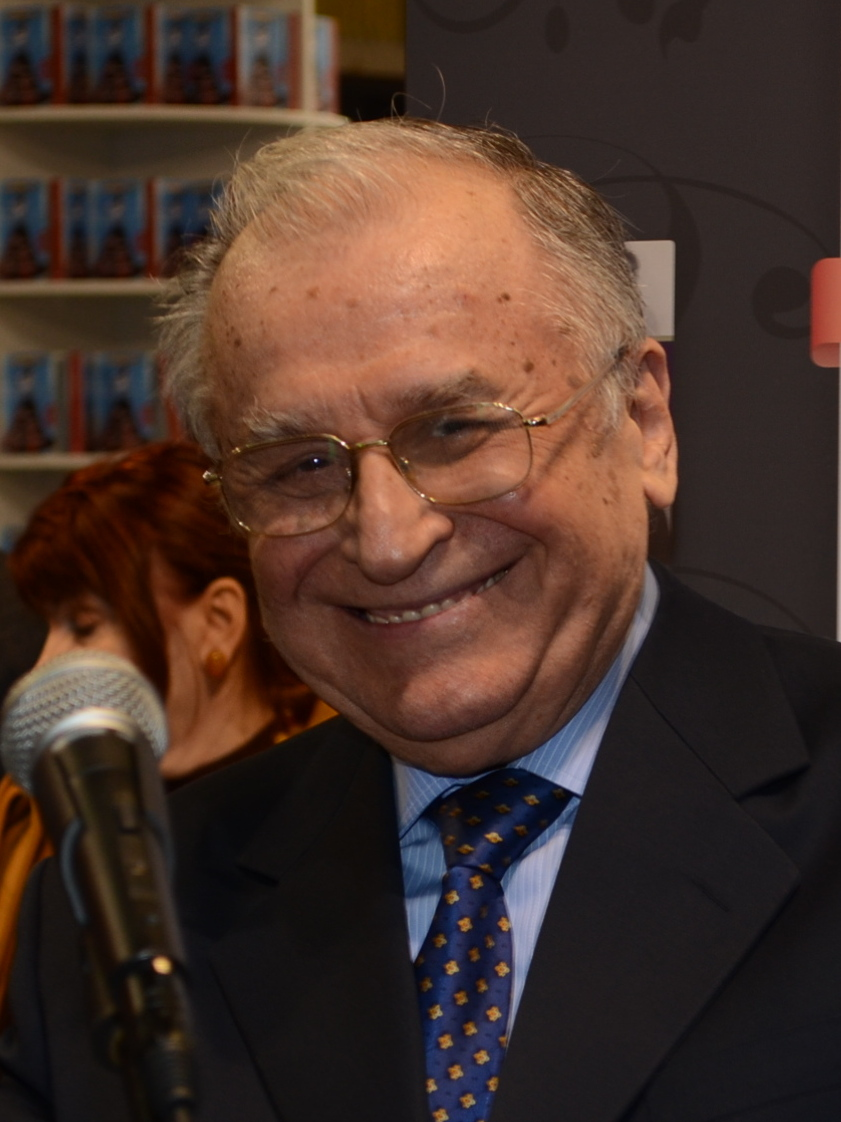
Ion Iliescu

O situație similară este și în Rusia, unde partidele de stânga (comuniste, socialiste și social-democrate) promovează o retorică naționalist-conservatoare, dar și o aderență puternică la valorile creștin-ortodoxe și opoziția față de "occidentul decadent". O bună parte din partidele socialiste post-sovietice (atât din Rusia, cât și din țări post-sovietice, cum ar fi Partidul Socialiștilor din Republica Moldova sau Partidul Comuniștilor din Republica Moldova) promovează patriotismul ruso-sovietic și conservatorismul social.
O parte a stângii din America Latină, care respinge neoliberalismul și având ca fundamente ideologice socialismul și anti-imperialismul, a adoptst poziții conservatoare pe plan social.
Și regimul comunist din China de după Mao Zedong a fost caracterizat ca fiind conservator de stânga.